# Volodymyr Zelens'kyj
Volodymyr Oleksandrovyč Zelens'kyj (in ucraino Володимир Олександрович Зеленський?; AFI: [woloˈdɪmɪr olekˈsɑndrowɪdʒ zeˈlɛnʲsʲkɪj]; Kryvyj Rih, 25 gennaio 1978) è un politico e attore ucraino, dal 20 maggio 2019 presidente dell'Ucraina.
Nato e cresciuto a Kryvyj Rih in una famiglia di origine ebraica e di madrelingua russa, Zelens'kyj si è laureato in Giurisprudenza all'Università Economica Nazionale di Kiev, per poi cimentarsi nella carriera di attore. Ha fondato la casa di produzione Kvartal 95, che ha prodotto diversi film, cartoni animati e serie TV, tra cui Servitore del popolo, in cui lo stesso Zelens'kyj interpretava un professore del liceo inaspettatamente eletto presidente dell'Ucraina. Nel marzo 2018 alcuni dipendenti di Kvartal 95 hanno fondato un partito politico omonimo della serie, cavalcando la sua riscossa popolarità.
Il 31 dicembre 2018 Zelens'kyj ha annunciato la sua candidatura per le elezioni presidenziali del marzo successivo. Pur non avendo esperienza politica, la sua popolarità come attore e le sue posizioni anti-corruzione lo hanno posto fin da subito in testa nei sondaggi. Dopo essere risultato il candidato più votato al primo turno, il 21 aprile 2019 ha sconfitto al ballottaggio il presidente uscente Petro Porošenko con il 73% dei consensi. Si è attestato su posizioni europeiste e anti-establishment.
Subito dopo l'elezione, come previsto dalla legge ucraina, ha sciolto il parlamento e indetto nuove elezioni per il luglio successivo, ampiamente vinte dal suo partito, che ha conquistato la maggioranza assoluta dei seggi. Da presidente, Zelens'kyj ha puntato sulla digitalizzazione dell'amministrazione e sulla conciliazione tra le aree russofone e quelle a maggioranza ucraina del Paese. La sua strategia comunicativa prevede un massiccio uso dei social network, in particolare Instagram. Durante la sua amministrazione ha affrontato la pandemia di COVID-19 e la conseguente crisi economica. Durante la fase iniziale del suo mandato, alcuni critici, seppur riconoscendogli progressi nella lotta alla corruzione, hanno espresso il timore che le sue riforme per ridurre l'influenza degli oligarchi sull'establishment politico potessero comportare una centralizzazione del potere nelle sue mani e crescenti pressioni sui partiti di opposizione, soprattutto quelli filo-russi. Inoltre, durante il primo anno di mandato presidenziale di Zelens'kyj si sono raffreddati i rapporti con l'amministrazione Trump, investita dallo scandalo denominato Ucrainagate.
Durante la sua campagna presidenziale, Zelenskyj aveva promesso di porre fine al conflitto con la Russia, iniziato dopo l'annessione della Crimea, e ha tentato di dialogare con Vladimir Putin. La sua amministrazione ha affrontato un'escalation delle tensioni con la Russia nel 2021, culminata in un'invasione su vasta scala nel febbraio 2022. Zelenskyj ha cercato di calmare la popolazione ucraina e rassicurare la comunità internazionale, mentre chiedeva supporto alla NATO. Dopo l'inizio dell'invasione, ha dichiarato la legge marziale e mobilitato le Forze armate dell'Ucraina. Durante il conflitto, Zelens'kyj ha guadagnato ampi consensi, sia in patria che all'estero, emergendo come figura simbolo della resistenza ucraina. È stato nominato Persona dell'anno del Time per il 2022.

## Biografia

### Famiglia e studi
Volodymyr Zelens'kyj è nato il 25 gennaio 1978 a Kryvyj Rih, una città nella regione di Dnipropetrovs'k. I suoi genitori sono di origine ebraica e tre suoi parenti rimasero vittime della Shoah, mentre suo nonno, durante la seconda guerra mondiale, combatté in una divisione di fanteria dell'Armata Rossa contro l'esercito tedesco. Zelens'kyj ha rivelato che i suoi bisnonni furono uccisi dopo che le truppe tedesche ebbero raso al suolo la loro casa.
Entrambi i genitori hanno una formazione scientifica: il padre Oleksandr è un professore universitario e dirige un dipartimento accademico di cibernetica e hardware informatico presso l'Istituto di Economia di Kryvyj Rih; la madre, Rymma Zelens'ka, lavorava come ingegnera. La famiglia visse per quattro anni in Mongolia nella città di Erdenet, dove lavorava il padre. Volodymyr Zelens'kyj si è laureato nel 2000 in giurisprudenza presso il dipartimento della Università Economica Nazionale di Kiev, ma non ha mai esercitato la professione legale.

### Carriera artistica

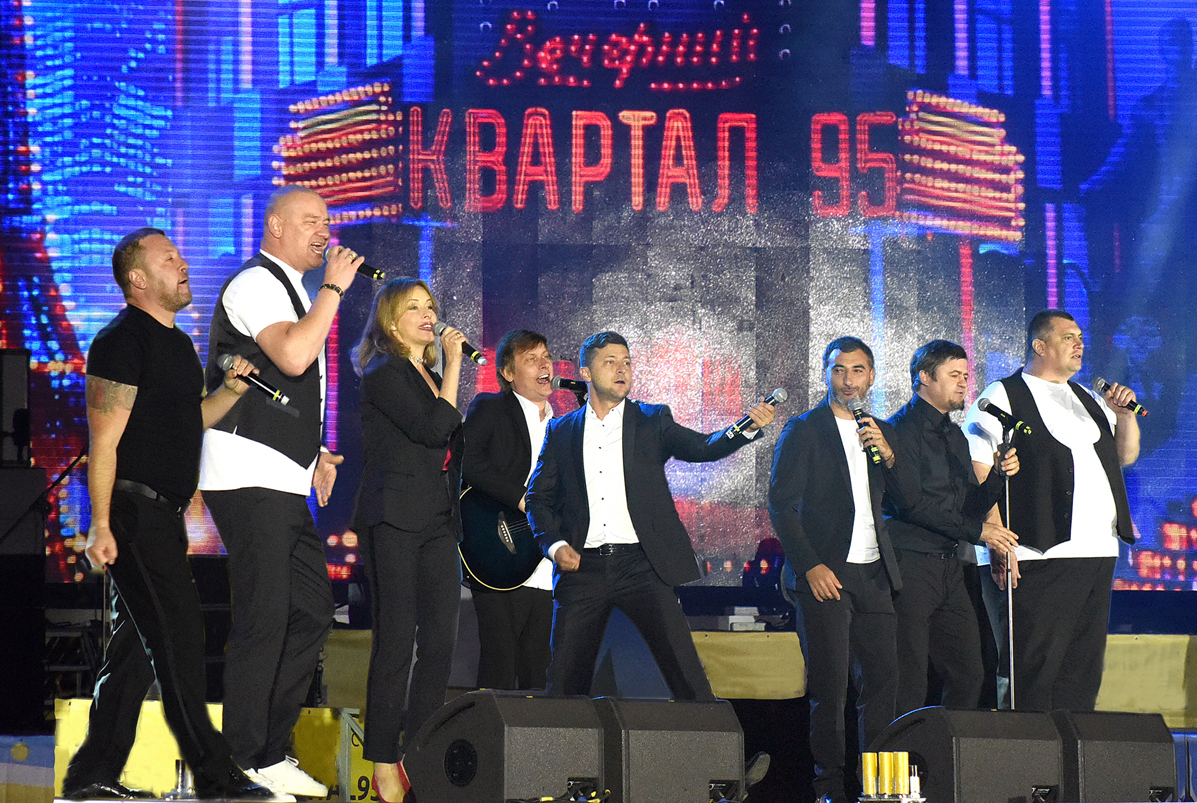
Spettacolo di Zelens'kyj (quarto da destra) con il gruppo comico Kvartal 95 nel 2018

Fin dal 1997 lavora come attore e sceneggiatore nello studio cinematografico Kvartal 95 Club, diventandone poi nel 2003 direttore artistico. Nel 2011 è produttore generale del canale Inter TV, dal 2013 al 2019 è direttore artistico in Kvartal 95 Studio LLC.
Fondatore del centro giovanile League of Laughter della ONG, Zelens'kyj interpreta nel 2015 il ruolo di presidente ucraino nella serie televisiva Servitore del popolo (Sluha Narodu) in cui mette in scena un capo di Stato onesto, capace di superare in astuzia antagonisti e detrattori. La serie Tv vincerà il "WorldFest Remi Award" (USA, 2016), arriverà tra i primi quattro finalisti nella categoria dei film comici al "Seoul International Drama Awards" (Corea del Sud) e sarà insignita del premio "Intermedia Globe SILVER" nella categoria "Serie TV di intrattenimento" al "World Media Film Festival" di Amburgo.

### Inizio della carriera politica

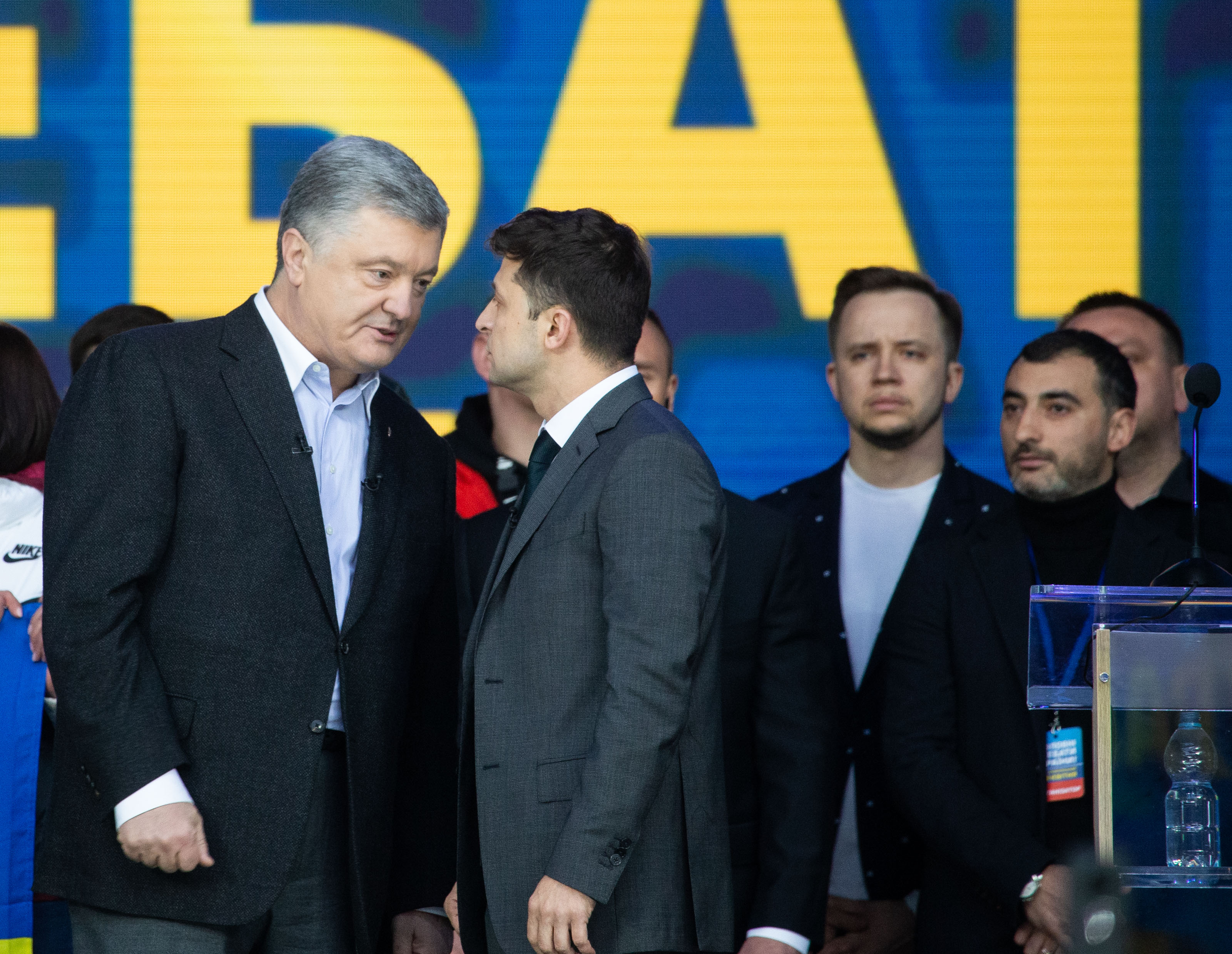
Zelens'kyj con il presidente uscente Porošenko, suo sfidante alle elezioni presidenziali, durante un dibattito nel 2019

Sulla scia del successo della serie televisiva, nel marzo 2018 nasce un partito politico omonimo creato dallo staff di Kvartal 95, produttrice della serie. A sei mesi dalle elezioni presidenziali del 2019 Zelens'kyj annuncia la sua candidatura per tale partito, ricevendo i favori del pubblico in base ai sondaggi di gradimento.
In un'intervista del marzo 2019 con Der Spiegel, Zelens'kyj ha dichiarato di essere entrato in politica per ripristinare la fiducia nei politici e che voleva "portare al potere persone professionali e dignitose" e "vorrebbe davvero cambiare l'umore e il timbro dell'establishment politico, il più possibile". La sua elezione è stata sostenuta dall'oligarca Ihor Kolomojs'kyj nonché ex governatore dell'oblast' di Dnipropetrovs'k.
A partire dal 31 dicembre 2018, Zelens'kyj ha condotto una campagna presidenziale di successo, quasi interamente virtuale per succedere al presidente in carica dell'Ucraina, Petro Porošenko, con meno di quattro mesi di tempo. Zelens'kyj ha vinto chiaramente sia il primo turno elettorale del 31 marzo sia il ballottaggio del 21 aprile 2019.
Zelens'kyj è stato eletto presidente dell'Ucraina il 21 aprile 2019, battendo Porošenko con il 73,22% dei voti contro il 25% del presidente in carica. Il presidente polacco Andrzej Duda è stato uno dei primi leader europei a congratularsi con Zelens'kyj. Il 22 aprile, il presidente degli Stati Uniti Donald Trump si è congratulato al telefono con Zelens'kyj per la sua vittoria. Anche il presidente della Commissione europea Jean-Claude Juncker e il presidente del Consiglio europeo Donald Tusk hanno emesso una lettera di congratulazioni congiunta, affermando che l'Unione europea lavorerà per accelerare l'attuazione del resto dell'accordo di associazione UE-Ucraina, compreso l'accordo di libero scambio globale e approfondito (DCFTA).

### Presidente dell'Ucraina

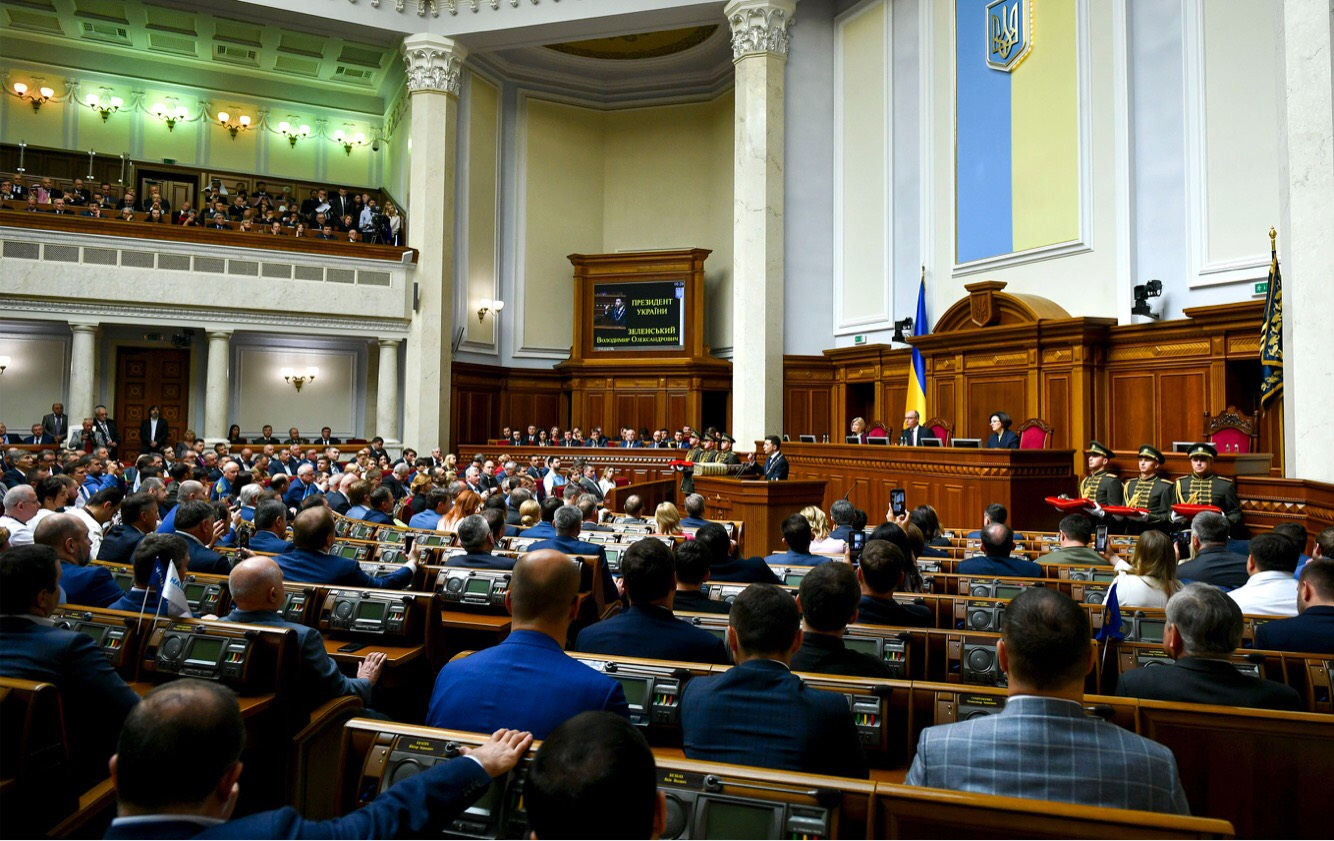
Il discorso d'insediamento al Parlamento ucraino

Il 20 maggio 2019 presta giuramento come presidente dell'Ucraina. Filo-europeista, durante il suo messaggio di insediamento annuncia lo scioglimento anticipato della Verchovna Rada (Parlamento Ucraino), motivandolo a causa della crisi politica creata all'interno della coalizione di forze politiche che appoggiava il governo di Volodymyr Hrojsman, sostenuto anche dall'ex presidente Petro Porošenko, maturata successivamente alle elezioni presidenziali.
Poiché nell'ordinamento ucraino il Presidente non può promulgare leggi senza l'approvazione del Parlamento, e nel Parlamento insediato non v'era una maggioranza direttamente collegata al nuovo Presidente, Zelens'kyj decide di sciogliere il parlamento ed indire nuove elezioni. Il 20 giugno la Corte costituzionale dell'Ucraina ha proclamato legittimo lo scioglimento anticipato del Parlamento operato da Zelens'kyj il 20 maggio.
Le elezioni anticipate (che non costituiscono in ogni caso una variazione temporale rispetto al normale rinnovo del Parlamento fissato nell'ottobre 2019) si svolgono il 21 luglio 2019 con il partito di Zelens'kyj che ottiene il 44% dei voti, il più alto dal 1991, l'anno in cui l'Ucraina ha ottenuto l'indipendenza dall'URSS. Il partito filo-russo di Viktor Medvedčuk, "Blocco di Opposizione", si ferma all'11,5%, il partito "Solidarietà Europea" di Petro Poroshenko ha il 9%, il movimento politico dell'ex primo ministro Julija Tymošenko il 7%, il partito "Golos" (Voce), guidato dalla rockstar Svjatoslav Vakarčuk, il 6,3%.
Il 29 agosto nomina ufficialmente alla carica di primo ministro Oleksij Hončaruk, che ottiene la fiducia dal parlamento. Hončaruk diviene il primo ministro più giovane della storia dell'Ucraina. Il governo Hončaruk termina il 4 marzo 2020, a seguito delle dimissioni del capo del governo. Lo stesso giorno conferisce l'incarico di primo ministro a Denys Šmyhal', che ottiene la fiducia dalla Verchovna Rada.

#### L'abbattimento del Volo UIA 752
Il volo Ukraine International Airlines 752 è stato un collegamento aereo di linea tra Teheran (OIIE) in Iran e Kiev (UKBB) in Ucraina. L'8 gennaio 2020, il Boeing 737-800 con marche UR-PSR che effettuava il servizio, veniva abbattuto pochi minuti dopo il suo decollo dall'aeroporto internazionale di Teheran-Imam Khomeini, uccidendo i 176 passeggeri a bordo, fra cui 11 ucraini e 9 componenti l'equipaggio. È uno dei più gravi incidenti avvenuti in territorio iraniano dopo quello del volo Iran Air 655 del 3 luglio 1988, e del volo delle guardie della rivoluzione islamica del 19 febbraio 2003.
Il presidente ucraino Zelens'kyj si trovava nel vicino Oman per una visita ufficiale e a causa dell'incidente, l'8 gennaio 2020, l'ufficio presidenziale ha annunciato che avrebbe interrotto il suo viaggio. Da subito il sito di notizie Internet Obozrevatel.com ha rilasciato informazioni che il 7 gennaio 2020, anche il politico ucraino di opposizione Viktor Medvedčuk era arrivato in Oman.
Il 9 gennaio 2020, i giornalisti investigativi di Skhemy (Schemes: la corruzione nei dettagli) hanno riferito che l'arrivo del presidente è stato ritardato di quasi un giorno intero pubblicando le foto del suo arrivo. Presto iniziarono a circolare voci secondo cui Zelens'kyj avrebbe dovuto avere altri incontri oltre a quelli ufficiali già in agenda, ma il 14 gennaio 2020, Andrij Jermak ha respinto le voci come speculazioni e teorie del complotto infondate, mentre Medvedchuk ha affermato che l'aereo distrutto venne utilizzato dalla famiglia della figlia maggiore per volare dall'Oman a Mosca. Successivamente, Jermak ha contattato il quotidiano online Ukrainian Truth e ha fornito maggiori dettagli sulla visita in Oman del presidente e sull'incidente aereo in Iran.
Zelens'kyj ha chiesto agli ucraini di astenersi dal visitare l'Iran e l'Iraq per il momento. L'11 gennaio il Corpo delle guardie della rivoluzione islamica iraniana ha dichiarato di aver abbattuto l'aereo dopo averlo erroneamente identificato come bersaglio ostile.
Zelens'kyj quello stesso giorno ha dichiarato: "L'Ucraina insiste su una piena ammissione di colpa. Ci aspettiamo che l'Iran porti i responsabili alla giustizia, restituisca le salme delle vittime, paghi un risarcimento ed emetta scuse ufficiali. Le indagini devono essere complete, aperte e continuare senza ritardi o ostacoli".

### Crisi russo-ucraina del 2021-2022
Nell'aprile 2021, in seguito al trasferimento di numerose truppe russe ai confini con l'Ucraina, Zelens'kyj ha avuto dei colloqui telefonici con il presidente statunitense Joe Biden, spingendo per l'ingresso nella NATO del proprio Paese.

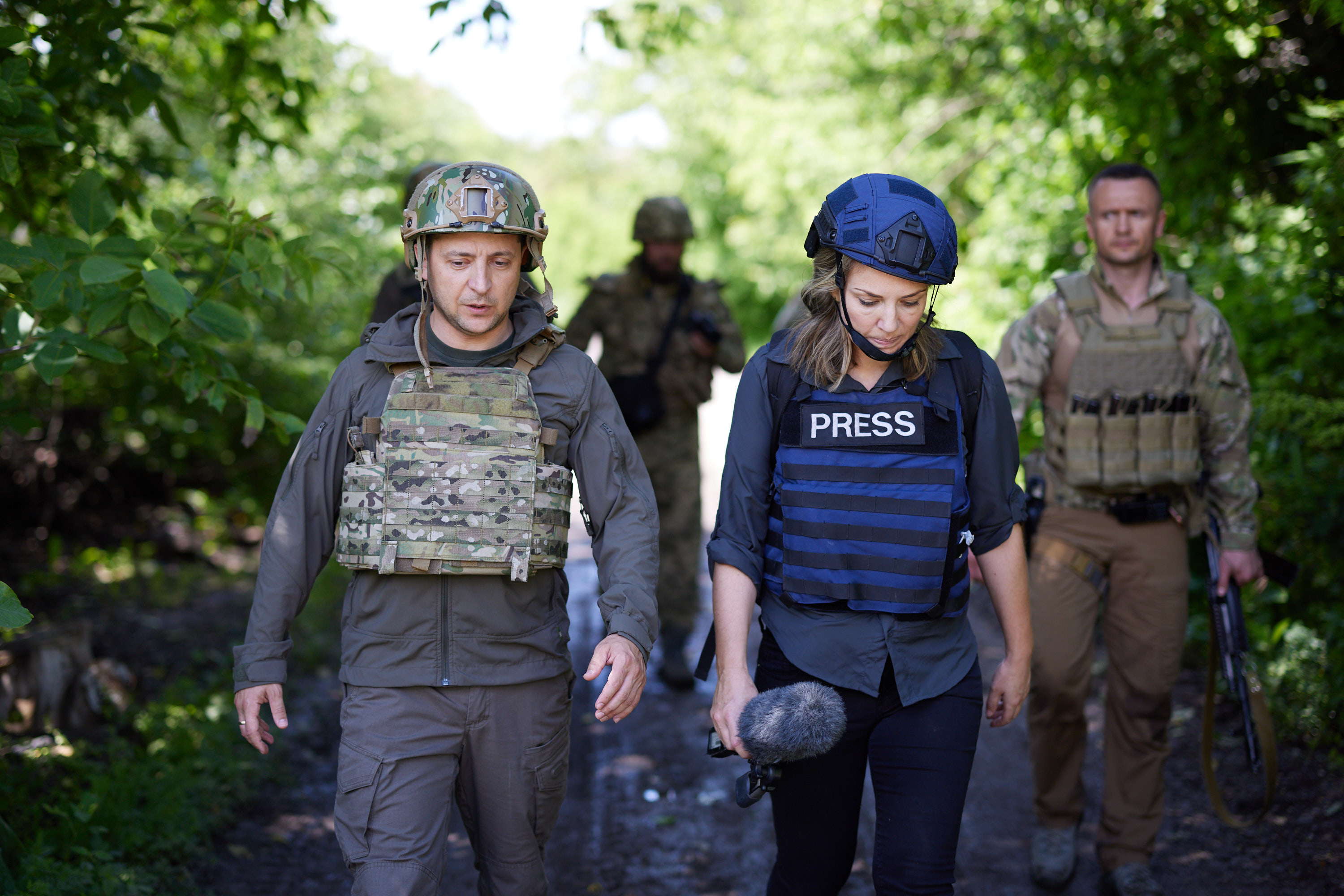
Zelens'kyj nella regione di Donec'k nel giugno 2021

Il 26 novembre 2021, Zelens'kyj ha duramente attaccato Vladimir Putin e l'oligarca ucraino Rinat Achmetov, accusandoli di aver pianificato un colpo di Stato ai suoi danni. Sia il governo russo che il magnate hanno respinto le accuse.
Nel gennaio 2022, dei rapporti dell'intelligence americana hanno evidenziato come fosse imminente un'invasione dell'Ucraina da parte della Russia. Nonostante l'ingente quantità di truppe russe ai confini, Zelens'kyj ha rassicurato la popolazione sull'improbabilità di un evento di tale portata, invitando i media a non ingigantire il rischio di un'invasione e a non provocare un'"isteria di massa".
Il 21 febbraio, in un discorso alla nazione, Putin ha inaspettatamente riconosciuto l'indipendenza dei territori separatisti di Doneck e Lugansk, annunciando di aver autorizzato una missione di peacekeeping nei territori indipendentisti, ufficialmente per garantire la sicurezza delle popolazioni russofone. Il giorno dopo, le truppe russe hanno occupato le regioni del Donbass controllate dai separatisti. Il 24 febbraio, Zelens'kyj ha tenuto in diretta tv un discorso, sia in ucraino che in russo, in cui ha invitato i cittadini russi ad esprimere dissenso contro la guerra nei confronti del loro governo. Nel discorso, ha fermamente respinto le accuse, mossegli dall'omologo russo Vladimir Putin, di legami con il neonazismo, evidenziando come egli sia di origine ebraica, e ha negato di aver pianificato di attaccare le regioni russofone del Donbass.

#### Il conflitto

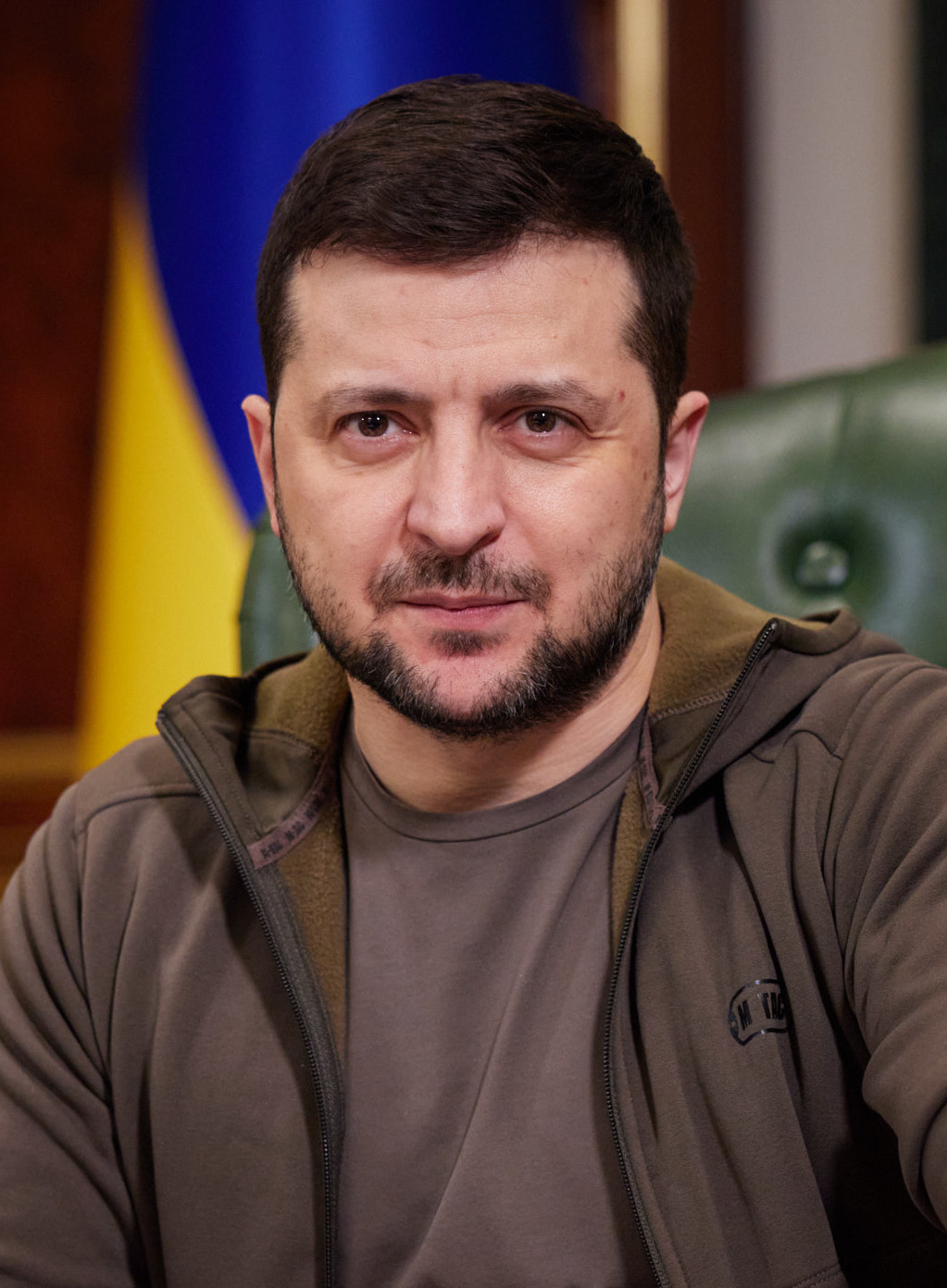
Zelens'kyj durante un discorso alla nazione

Nonostante numerosi incontri e tentativi di negoziati tra esponenti del governo russo e i principali leader europei, il 24 febbraio l'esercito russo ha dato inizio all'invasione dell'Ucraina, preceduta da massicci bombardamenti sulle principali città. Zelens'kyj ha proclamato l'entrata in vigore della legge marziale e ha dato il via alla mobilitazione di massa, con l'arruolamento volontario nell'esercito dei cittadini maggiorenni in grado di combattere. Con numerosi messaggi pubblicati sui social, Zelens'kyj ha affermato di non volersi allontanare da Kiev, assediata dalle truppe russe, e di aver rifiutato un salvacondotto, messogli a disposizione dagli Stati Uniti, che gli avrebbe permesso di rifugiarsi a Leopoli. Il 28 febbraio, a conflitto ancora in corso, ha firmato la richiesta di adesione dell'Ucraina all'Unione europea, inizialmente prevista per il 2024.
Nelle prime fasi del conflitto, Zelens'kyj ha guadagnato ampi consensi, sia in patria che nei Paesi occidentali, per la sua leadership e per le sue strategie comunicative, in grado di compattare il fronte occidentale contro Russia e Bielorussia. Diverse testate giornalistiche occidentali lo hanno definito "eroe nazionale" ed "eroe globale". Il Guardian e BBC News hanno evidenziato come, per la sua ferrea risposta all'invasione, anche i suoi oppositori politici gli abbiano rivolto elogi. Ha inoltre riportato in auge il saluto Slava Ukraini! ("Gloria all'Ucraina!"), diffuso durante la guerra fredda tra gli oppositori del regime sovietico in Ucraina, come simbolo di resistenza e patriottismo. Al febbraio 2022, secondo i sondaggi sociologici, l'indice di fiducia a Zelens'kyj nel suo Paese era al 93%, quando nei mesi immediatamente precedenti alla guerra oscillava tra il 30 e il 40%. Numerosi Paesi europei (Repubblica Ceca, Slovacchia, Lettonia, Lituania e Polonia) e gli Stati Uniti d'America hanno conferito a Zelens'kyj le più alte onorificenze; tra cui il Premio Ronald Reagan per la Libertà ed il Premio John F. Kennedy per il Coraggio. Dall'altro canto, in Russia la sua immagine è stata ampiamente screditata: Vladimir Putin, in un discorso del 25 febbraio, ha definito il governo di Zelens'kyj come una "banda di nazisti e tossicodipendenti", accusandolo inoltre di essere una marionetta nelle mani dell'Occidente.
L'11 settembre 2022, nella ricorrenza del 200º giorno dall'inizio dell'invasione, sull'onda della controffensiva ucraina e dell'immediata ritorsione russa effettuata con numerosi bombardamenti sulle centrali elettriche ucraine, Zelens'kyj ha pronunciato un discorso dalle pagine Facebook e Telegram, con il quale respingeva il ricatto di Mosca, su grano, elettricità, e persino sulla fame, irridendo e sfidando il popolo russo a leggere sul suo linguaggio labiale la locuzione «Senza di voiǃ».

## Posizioni politiche

### Politica estera
Nell'ottobre 2020 ha parlato a sostegno dell'Azerbaigian per quanto riguarda la Seconda guerra del Nagorno Karabakh tra l'Azerbaigian e gli azeri di etnia armena nella regione contesa del Nagorno Karabakh. Zelens'kyj ha affermato: "Sosteniamo l'integrità territoriale e la sovranità dell'Azerbaigian proprio come l'Azerbaigian sostiene sempre la nostra integrità e sovranità territoriale".
Zelens'kyj ha cercato di posizionare l'Ucraina come uno Stato neutrale nelle tensioni politiche e commerciali tra Stati Uniti e Cina. Nel gennaio 2021, Zelens'kyj ha dichiarato in un'intervista ad Axios di non percepire la Cina come una minaccia geopolitica e di non condividere la tendenza negli Stati Uniti a considerarla quella principale.
Sulla questione del Donbass, poiché considerava i leader separatisti della Repubblica Popolare di Doneck e della Repubblica Popolare di Lugansk (DPR e LPR) dei "burattini" della Russia, ha dichiarato che "non avrebbe senso parlare con loro" e puntava sul dialogo diretto con la Russia di Vladimir Putin.

#### Ingresso nella NATO e nell'Unione Europea

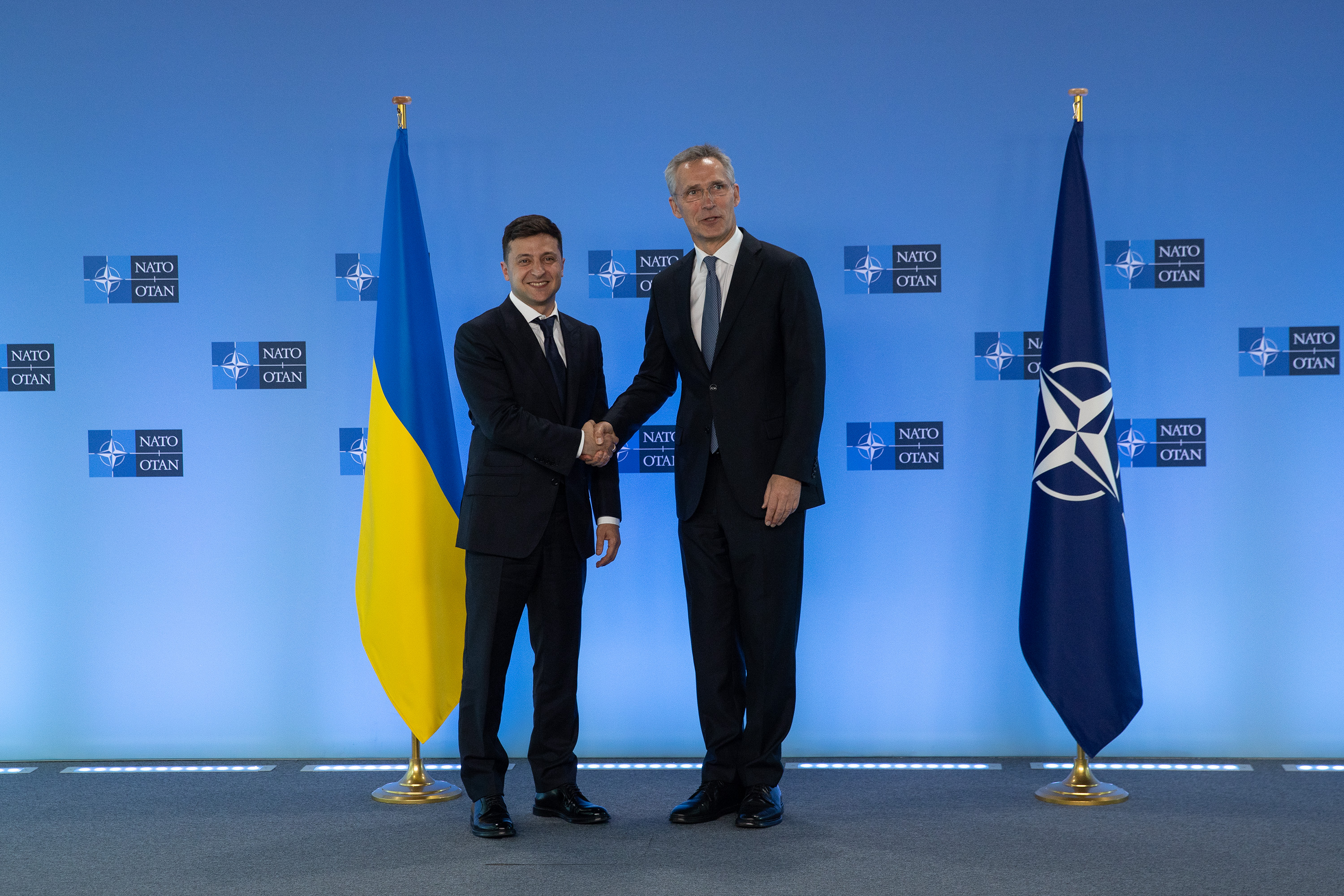
Zelens'kyj con il segretario generale della NATO Jens Stoltenberg

Nel 2013-14 Zelens'kyj si avvicinò al movimento filo-europeista Euromaidan. Durante la guerra del Donbass ha aiutato l'esercito ucraino contribuendo a fondare un battaglione di volontari combattenti. In un'intervista del 2014 sulla Komsomolskaya Pravda ucraina, Zelens'kyj ha detto che gli sarebbe piaciuto fare una visita in Crimea, ma che lo eviterebbe perché "ci sono persone armate". Nell'agosto 2014, Zelens'kyj si è esibito per le truppe ucraine a Mariupol' e in seguito il suo studio ha donato un'importante somma all'esercito ucraino.
Durante la sua campagna presidenziale, Zelens'kyj ha affermato di sostenere l'adesione dell'Ucraina all'Unione europea e alla NATO, ma ha affermato che gli elettori ucraini dovrebbero decidere in merito all'adesione del Paese a queste due organizzazioni nei referendum. Allo stesso tempo, credeva che il popolo ucraino avesse già scelto l'"eurointegrazione". Lo stretto consigliere di Zelens'kyj, Ivan Bakanov, ha anche affermato che la politica di Zelens'kyj è favorevole all'adesione sia all'UE che alla NATO e propone di tenere referendum sull'adesione.

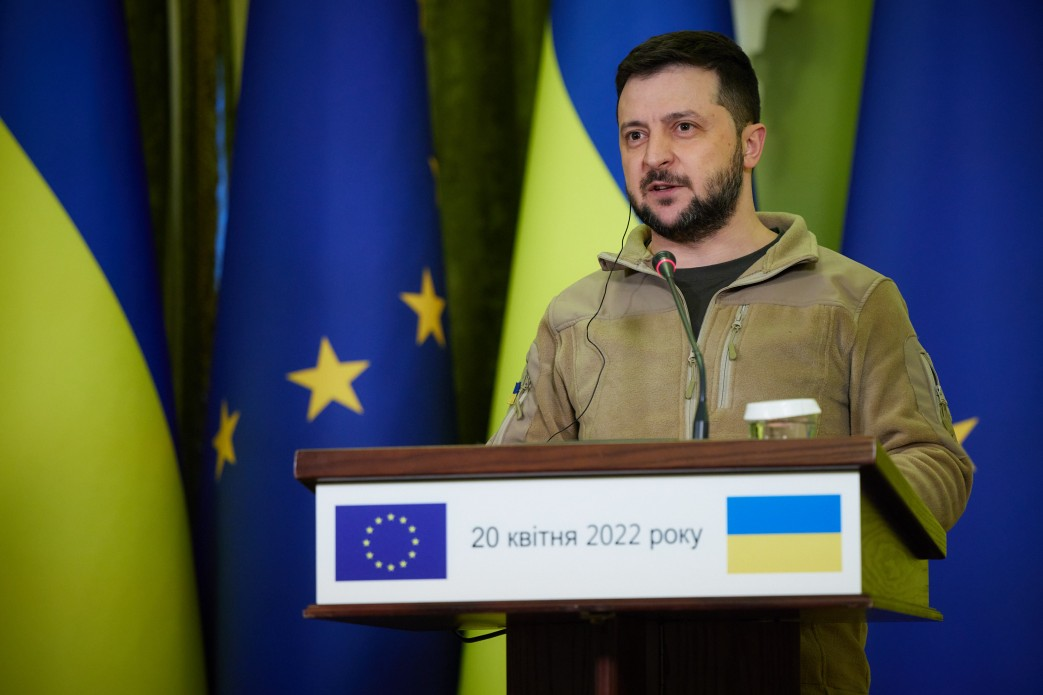
Zelens'kyj durante il vertice UE-Ucraina

Il programma elettorale di Zelens'kyj affermava che l'adesione dell'Ucraina alla NATO è "la scelta del Maidan e il corso sancito dalla Costituzione, inoltre, è uno strumento per rafforzare la nostra capacità di difesa". Il programma afferma che l'Ucraina dovrebbe fissare l'obiettivo di presentare domanda per un piano d'azione per l'adesione alla NATO nel 2024. Il programma afferma inoltre che Zelens'kyj "farà di tutto per garantire" che l'Ucraina possa presentare domanda di adesione all'Unione europea nel 2024.
Il 30 settembre 2022, a seguito dell'annessione dell'Ucraina meridionale e orientale alla Russia il suo governo ha presentato richiesta formale per entrare nella NATO.

### Politica interna

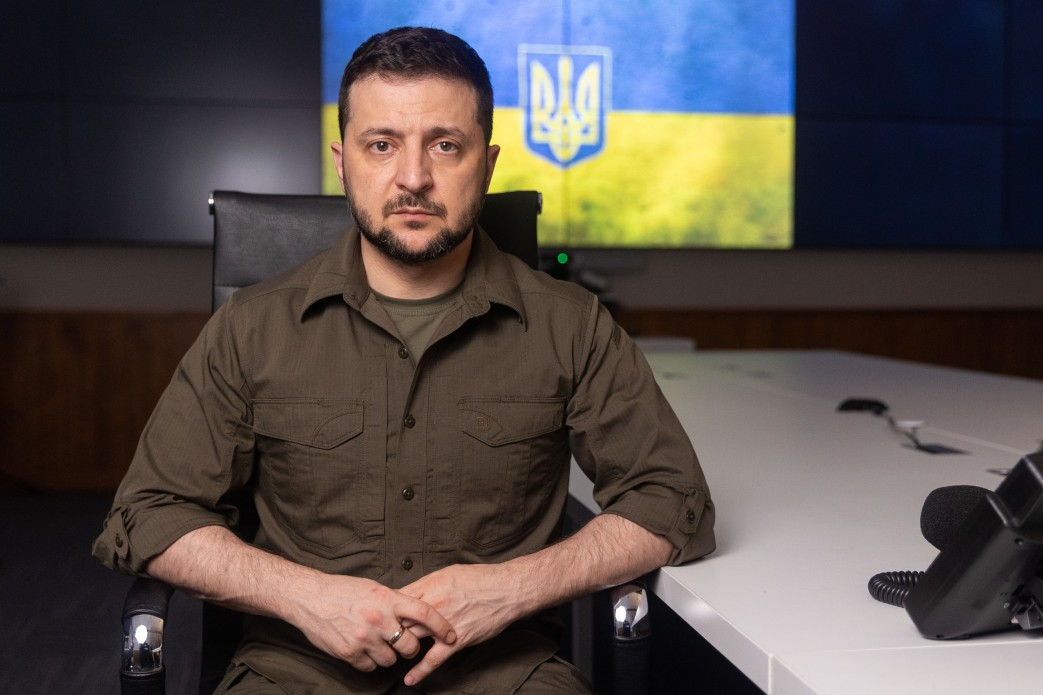
Zelens'kyj durante un discorso alla nazione

Due giorni prima del secondo turno, Zelens'kyj ha dichiarato di voler costruire "un'Ucraina forte, potente e libera, che non è la sorella minore della Russia, che non è un partner corrotto dell'Europa, ma la nostra Ucraina indipendente".
Zelens'kyj ha promesso che il suo primo disegno di legge, "On People's Power", fornirà un meccanismo per i referendum.
Questa promessa non è stata mantenuta, poiché il suo primo disegno di legge presentato era una legge sugli appalti pubblici delle elezioni. Ha anche promesso progetti di legge per combattere la corruzione, inclusa la rimozione dell'immunità al presidente del paese, ai membri della Verkhovna Rada (il parlamento ucraino) e ai giudici, una legge sull'impeachment, la riforma delle leggi elettorali e un processo efficiente con giuria. Ha promesso di portare lo stipendio del personale militare "al livello degli standard Nato".
Zelens'kyj ha dichiarato che come presidente avrebbe sviluppato l'economia e attratto investimenti in Ucraina attraverso "un riavvio del sistema giudiziario" e ripristinando la fiducia nello Stato. Propone inoltre un condono fiscale e una flat tax del 5 per cento per le grandi imprese che potrebbero essere aumentate «in dialogo con loro e se tutti sono d'accordo». Secondo Zelens'kyj, se le persone si accorgessero che il suo nuovo governo "funziona onestamente dal primo giorno", inizierebbero a pagare le tasse.
Nel 2020, ha proposto l'ergastolo per corruzione.
Riguardo all'annessione russa della Crimea nel 2014, Zelens'kyj ha affermato che, parlando realisticamente, sarebbe possibile riportare la Crimea sotto il controllo ucraino solo dopo un cambio di regime in Russia.
Zelens'kyj sostiene la distribuzione gratuita di cannabis medica, l'aborto gratuito in Ucraina e la legalizzazione della prostituzione e del gioco d'azzardo. Si oppone alla legalizzazione delle armi.
Zelens'kyj si è espresso contro il prendere di mira la lingua russa in Ucraina ed il divieto di artisti per le loro opinioni politiche (come quelle considerate dal governo ucraino come anti-ucraine). Nell'aprile 2019 ha dichiarato di non essere contrario a una quota di lingua ucraina (alla radio e alla TV) e che agli artisti russi "che si sono trasformati in politici (anti-ucraini)" ai quali dovrebbe essere vietato l'ingresso in Ucraina. Contemporaneamente ha lanciato lo slogan sulle quote in lingua ucraina: "puoi cambiarli un po'".
In risposta a suggerimenti contrari, nell'aprile 2019 ha dichiarato di considerare il presidente russo Vladimir Putin "come un nemico". Il 2 maggio 2019 Zelens'kyj ha scritto su Facebook che "il confine è l'unica cosa che Russia e Ucraina hanno in comune".

#### Lotta all'oligarchia
Nel giugno 2021, Zelens'kyj ha presentato alla Verkhovna Rada un disegno di legge "Sulla prevenzione delle minacce alla sicurezza nazionale legate all'eccessiva influenza di persone di significativa importanza economica o politica nella vita pubblica (oligarchi)". Lo scopo della legge, secondo il presidente, è combattere contro le persone che hanno una ricchezza significativa e un'influenza significativa nella società e nella politica (gli oligarchi). Una persona è identificata come oligarca se soddisfa 3 dei 4 criteri, e quindi deve essere iscritta in un apposito registro.
Tale legge ha provocato una crisi politica in Ucraina, e l'accusa da fonti russe di colpo di Stato. Nell'ottobre 2021, Dmytro Razumkov, a causa delle accuse mossegli da Zelens'kyj nella collaborazione con l'imprenditore, considerato oligarca, Rinat Achmetov, fu sfiduciato dalla Verkhovna Rada. Il mese successivo, durante una conferenza stampa, Zelens'kyj ha annunciato che il Servizio di sicurezza dell'Ucraina ha svelato i piani per un possibile colpo di Stato previsto per il 2 dicembre, pianificato in collaborazione con i servizi segreti russi e con il finanziamento di Rinat Achmetov.

#### Diritti LGBT
Il 4 agosto 2022 si è detto favorevole alle unioni civili per gli omosessuali chiedendo al primo ministro di valutare la proposta, mentre sul matrimonio ha dichiarato che proverà ad approvarlo dopo la fine del conflitto con la Russia.

## Vita privata

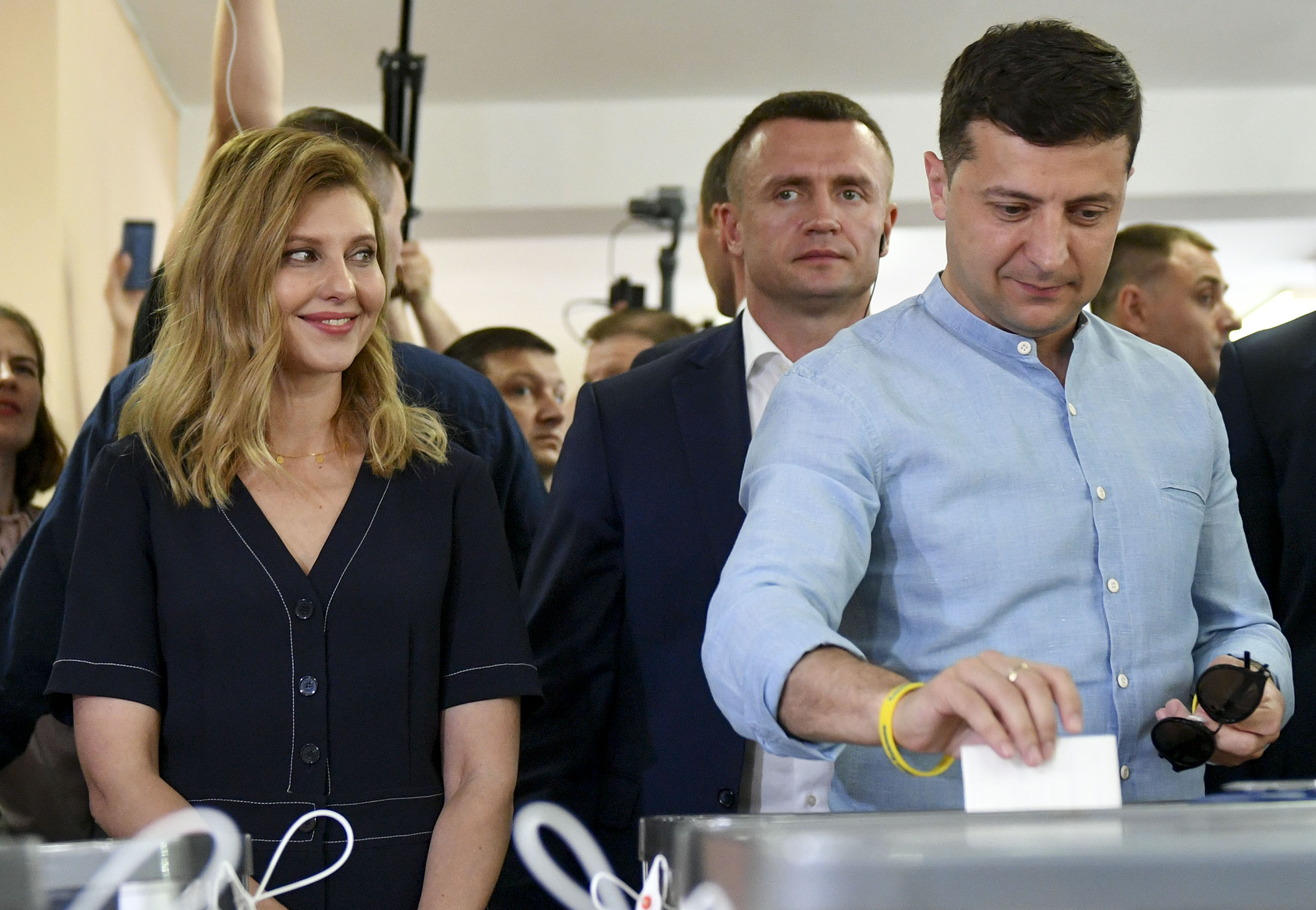
Volodymyr Zelens'kyj e Olena Zelens'ka alle elezioni parlamentari del 2019

Nel settembre del 2003 si è sposato con Olena Kyjaško, architetto e autrice dei suoi sketch, che ha conosciuto al liceo La coppia ha due figli: una femmina, Oleksandra (2004), e un maschio, Kyrylo (2013).

La prima lingua di Zelens'kyj è il russo: egli parla correntemente anche l'ucraino e l'inglese. I suoi beni valevano circa 37 milioni di grivne (circa $ 1,5 milioni di dollari) nel 2018.

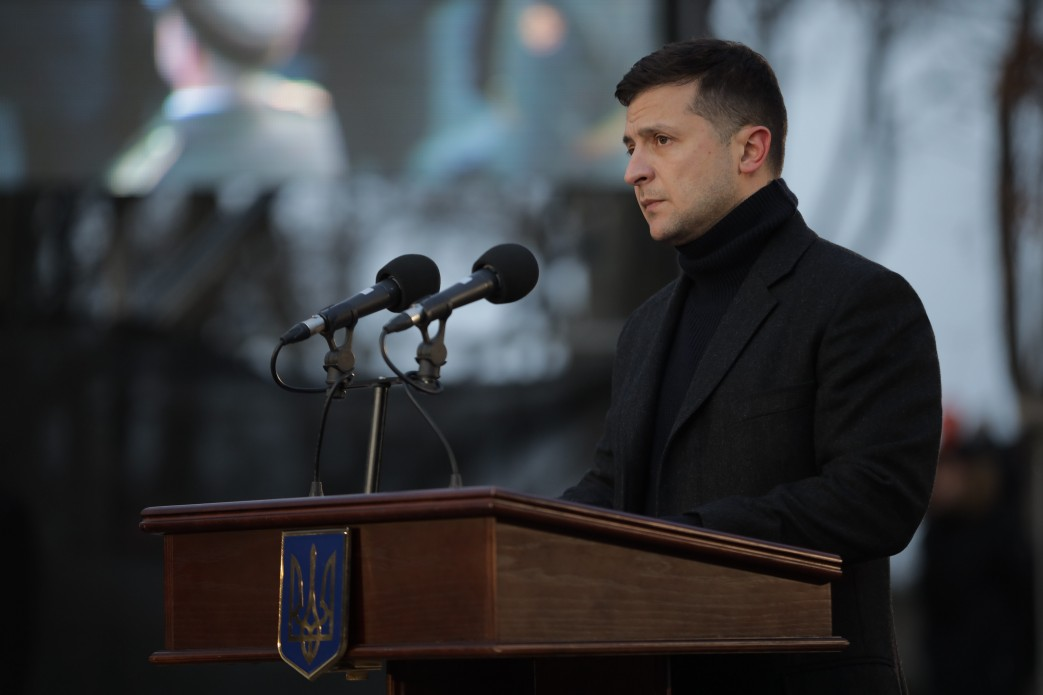
Zelens'kyj pronuncia un discorso in occasione dell'anniversario dell'Holodomor

## Controversie
I "Pandora Papers" dell'ICIJ hanno rivelato che Zelens'kyj, Serhij Shefir e Ivan Bakanov (rispettivamente suo Capo di gabinetto e Direttore del Servizio di sicurezza dell'Ucraina) gestivano una rete di società offshore nelle Isole Vergini britanniche, a Cipro ed in Belize. L'inchiesta gli procura accuse di ipocrisia (che si sommano a quelle ricevute per aver proposto un condono fiscale e poi una flat tax del 5% per le grandi imprese nel paese) in relazione alle posizioni assunte in campagna elettorale contro avversari politici, dipinti come oligarchi, corrotti e "ricconi" che si servivano di società offshore. Inizialmente cerca di smentire o di minimizzare (verrà controsmentito dall'OCCRP) e si rifiuta di rispondere ai giornalisti, poi il suo staff ha risposto, dichiarando che "sotto Yanukovič si era costretti a ricorrere a società offshore per evitare influenze della politica" e che "lo facevano tutti". Quando è stata pubblicata la video-inchiesta di Slidstvo.info "Offshore 95", il suo staff ha commentato che si tratterebbe di una mossa dei filorussi per screditare il Presidente e ne viene ostacolata la diffusione. Analogamente nel 2019, alla pubblicazione di un'inchiesta della trasmissione "Schemy: koruptsija v detaljach" sul trasferimento di Zelens'ky e della sua famiglia presso una dacia statale, ristrutturata da un ente pubblico ucraino per 200 000 ₴, gli è rimproverato che, sulla possibilità dei politici di usufruire di questa tipologia di dacie, egli stesso criticava "l'esistenza di un tale privilegio per i potenti", dichiarando che non l'avrebbe mai sfruttato e che piuttosto avrebbe consigliato loro: "Lascia che alcuni bambini, alcune persone che ne hanno realmente bisogno vivano in queste residenze. In queste residenze non vedo proprio alcun senso". Successivamente, altre critiche sono state poste sulla promessa fatta durante il suo tour elettorale circa la riduzione del costo del gas "del 20-30% o forse anche più", non presente nel programma ufficiale (e successivamente non applicata), il suo staff replica: "scherzava".
In un'intervista a RBC Ucraina dell'aprile 2019, circa il fatto che una parte degli ucraini reputi Stepan Bandera un eroe, Zelens'kyj ha affermato che: "Ci sono eroi indiscussi. Stepan Bandera è un eroe per una parte degli ucraini, è normale, benissimo. È una di quelle persone che hanno difeso la libertà dell'Ucraina". Al contempo sostiene però che gli sono già intitolate abbastanza opere pubbliche a suo avviso e che preferirebbe commemorare anche eroi più vicini al nostro tempo ("eroi di oggi", "eroi che uniscono l'Ucraina oggi"). Questa posizione gli procura accuse di ambiguità al riguardo (di non voler rinunciare a una parte dell'elettorato), considerata la natura controversa della figura di Bandera (visto da alcuni come un patriota, da altri come un criminale di guerra, nazista, antisemita, antipolacco).
Alcuni suoi paragoni tra la soluzione finale e l'invasione russa dell'Ucraina sono state aspramente criticate dai politici israeliani e reputate "oltraggiose" dal Ministro delle Comunicazioni israeliano Yoaz Hendel. L'ex ministro Yuval Steinitz le ha classificate come "al confine con il negazionismo dell'Olocausto".
È spesso fortemente criticato anche l'appoggio di Zelens'kyj a formazioni di stampo (più o meno apertamente) neonazista, come il Battaglione Azov.
Gli sono stati talvolta contestati atteggiamenti poco democratici e trasparenti, in particolare per quanto attiene ai rapporti con oligarchi, media e opposizioni filo-russe.

## Onorificenze

### Onorificenze ucraine
In veste di Sua Eccellenza il Presidente dell'Ucraina è dal 20 maggio 2019:

## Filmografia

### Cinema

#### Attore
- Love in the Big City (Любовь в большом городе), regia di Maryus Vaysberg (2009)
- Office Romance. Our Time (Служебный роман. Наше время), regia di Sarik Andreasyan (2011)
- Love in the Big City 2 (Любовь в большом городе 2), regia di Maryus Vaysberg (2012)
- Rzhevsky Versus Napoleon (Ржевский против Наполеона), regia di Maryus Vaysberg (2012)
- 8 First Dates (8 первых свиданий), regia di David Dodson e Aleksandr Malyarevsky (2012)
- Love in Vegas (Любовь в большом городе 3), regia di Maryus Vaysberg e David Dodson (2014)
- 8 New Dates (8 новых свиданий), regia di Maryus Vaysberg (2015)
- Sluha Narodu 2 (Слуга Народу 2, Servitore del Popolo 2), regia di Oleksij Kyrijushenko (2017)
- I, You, He, She (Я, ти, він, вона), regia di Volodymyr Zelens'kyj e David Dodson (2018)

#### Doppiatore
- Paddington (2014)
- Paddington 2 (2017)

### Televisione
- Svaty (Suoceri, 2008-2013)
- Servitore del popolo (prodotta con il nome russo di Слуга народа (traslitterato: "Sluga Naroda"), in ucraino Слуга народу (traslitterato: "Sluha Narodu"), Servitore del popolo, 2015-2019)
- Tanci z zirkamy (Ballando con le stelle, 2016)
- Ja, ty, vin, vona (Io, tu, lui, lei, 2017)

#### Doppiatori italiani
- Luca Bizzarri in Servitore del Popolo

### Discorsi pronunciati da Zelens'kyi durante l'invasione russa dell'Ucraina
- Gianluca Lioni-Michele Fina, I grandi discorsi che hanno cambiato la storia. Da Gandhi a Mandela a Martin Luther King e Zelensky. Le parole dei leader che hanno influenzato l'umanità, Collana I volti della storia, Roma, Newton Compton, 2022, ISBN 978-88-227-7087-5.
- I discorsi di Volodymyr Zelensky. Combatteremo fino alla fine. I giorni della Resistenza, Prefazione di Walter Veltroni, a cura di Massimiliano Melley, con un intervento di Michael Walzer, Collana Reverse, Milano, Chiarelettere, 2022, ISBN 978-88-329-6565-0.
- Per l'Ucraina, traduzione di Sergio Arecco, con prefazione di Maurizio Molinari, Collana Le onde, Milano, La nave di Teseo, 2022, ISBN 978-88-346-1145-6.

### Altre opere
- Gallagher Fenwick, Volodymyr Zelensky. Lottare per il futuro, Milano, Libreria Pienogiorno, 2022, ISBN 979-12-802-2958-8.
- Sergii Rudenko, Zelensky. Il presidente che resiste a Putin, Roma, Nutrimenti, 2022, ISBN 978-88-659-4934-4.
- Régis Genté e Stéphane Siohan, Volodymyr Zelensky: Nella mente di un eroe, Milano, Solferino, 2022, ISBN 978-88-282-1042-9.
- Emanuel Pietrobon, Zelenskij. La storia dell’uomo che ha cambiato (per sempre) il modo di fare la guerra, Roma, Castelvecchi, 2022, ISBN 978-88-329-0796-4.